# Калета (Арецо)
Калета је насеље у Италији у округу Арецо, региону Тоскана.
Према процени из 2011. у насељу је живело 16 становника. Насеље се налази на надморској висини од 870 м.